# Yuval Abraham
Yuval Abraham (en hebreo: יובל אברהם; nacido en 1995) es un periodista de investigación, director de cine y traductor israelí del árabe al hebreo. Saltó a la fama internacional al codirigir el documental ganador del Oscar No Other Land (2024), sobre las Fuerzas de Defensa de Israel y la violencia de los colonos en Cisjordania y pronunció un discurso a favor de la igualdad en la Berlinale de 2024.

## Biografía
Nació en una familia israelí de clase media en la ciudad de Beersheba .  Es de ascendencia judía mizrají y judía asquenazí ; su abuelo judío yemení hablaba árabe palestino con fluidez.  Una de sus abuelas nació en un campo de concentración italiano en Libia, y uno de sus abuelos perdió a la mayor parte de su familia en el Holocausto .   A los 19 años, Abraham se alistó y fue asignado al Cuerpo de Inteligencia de las Fuerzas de Defensa de Israel, pero nunca asumió su papel: después de una semana de entrenamiento, se negó a servir por razones políticas y personales y decidió abandonar el ejército. El proceso de salida duró algunas semanas, durante las cuales fue asignado como intendente en la Fuerza Aérea . Después de dejar el ejército, realizó trabajo voluntario con niños israelíes y palestinos en escuelas durante dos años.  Reside en Jerusalén.
El hecho de aprender árabe y conocer a población palestina en Cisjordania,  alojándose con familias cuyas casas eran demolidas por las Fuerzas de Defensa de Israel, fue lo que llevó a Abraham a convertirse en un crítico abierto de la ocupación militar de los palestinos.  Ha trabajado en la enseñanza de idiomas entre ellos el árabe. 
En 2019 Abraham contactó con el periodista Ahmed Alnaouq, quien dirige el colectivo de escritores de Gaza We Are Not Numbers (WANN), para una entrevista, y ayudó a Alnaouq, quien quería que las historias llegaran a un público más amplio, a contactar con traductores. Juntos, Abraham y Alnaouq fundaron Across the Wall, una plataforma donde las historias palestinas se traducen al hebreo con el objetivo de humanizar a los palestinos y desafiar las narrativas israelíes dominantes que los demonizan.  Según se informa, la página web recibió más de un millón de visitantes en 2021. El proyecto se suspendió indefinidamente en noviembre de 2023 después de que 23 miembros de la familia de Alnaouq, incluidos niños pequeños, murieran en un bombardeo israelí.
A partir de 2024 Abraham trabaja como periodista y reportero de investigación para los medios independientes +972 Magazine y Local Call, a los que ha calificado como "los únicos lugares donde puede usar su privilegio para exponer los mecanismos de opresión en nuestro país, ya sea documentando la demolición de la casa de una familia palestina en Jerusalén o hablando con refugiados en Yenín".  También trabajó para Social TV, colaboró con publicaciones como The Guardian,  The Nation y apareció en cadenas como Democracy Now  y CNN . 

### DocumentalNo Other Land

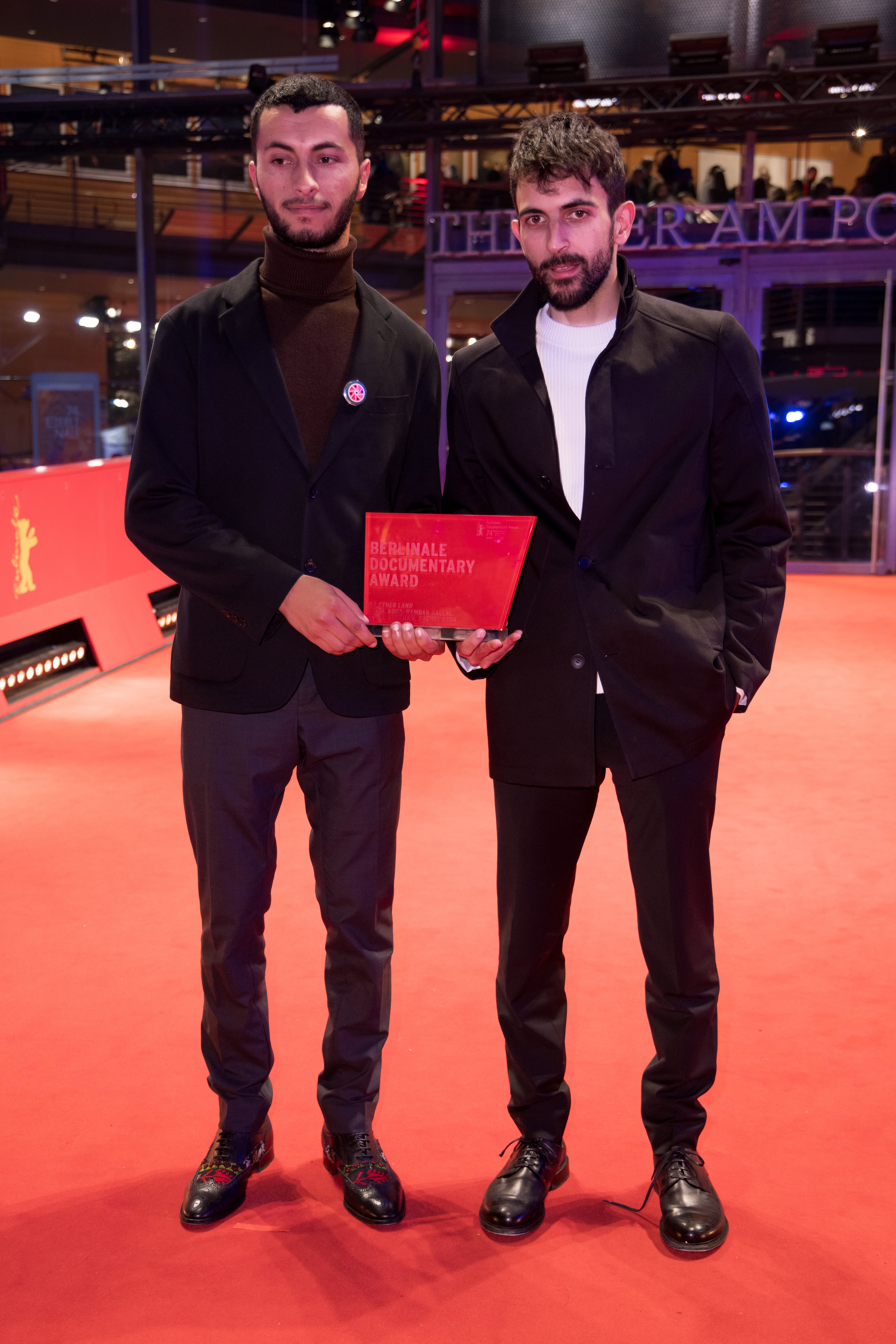
Abraham y Basel Adra con su premio de la Berlinale

Abraham codirigió, colaboró en la filmación y apareció en el documental No Other Land con Basel Adra junto a Hamdan Ballal y Rachel Szor, cuya trama son los intentos a largo plazo de Adra de resistir la violencia de los colonos israelíes y el desplazamiento de su hogar en Masafer Yatta. El grupo no tenía experiencia en la realización de documentales y al principio se acercó a la historia como activistas y periodistas. Trabajaron juntos durante más de cinco años y con Adra y Ballal poseían materiales que incluyen videos caseros de la familia de Adra. El documental muestra a Adra entablando amistad con Abraham y yuxtapone la vida de Adra bajo la ocupación con la vida de libertad de Abraham.   No Other Land se estrenó en febrero de 2024 con gran éxito de crítica en el 74º Festival Internacional de Cine de Berlín (Berlinale), donde ganó dos premios: el Premio del Público Panorama a la Mejor Película Documental  y el Premio de Cine Documental de la Berlinale.   El 2 de marzo de 2025, No Other Land ganó el premio a Mejor Largometraje Documental en la 97.ª edición de los Premios Óscar.En su discurso de aceptación, Abraham pidió un alto el fuego en Gaza y el fin de la "situación de apartheid ... [y] desigualdad" entre él y Adra en la Cisjordania ocupada .  Esto provocó acusaciones de antisemitismo por parte de políticos alemanes como Kai Wegner, que incitaron amenazas de muerte contra Abraham y una turba de derecha en la casa de su familia en Israel, lo que obligó a Abraham a cancelar su vuelo de regreso durante una escala en Atenas.  Abraham hizo una declaración viral en las redes sociales: "El terrible mal uso de esta palabra... para silenciar a israelíes como yo que apoyamos un alto el fuego... vacía de significado la palabra antisemitismo y, por lo tanto, pone en peligro a los judíos de todo el mundo". Le pareció "particularmente indignante" que viniera de políticos alemanes y también expresó su preocupación por la seguridad de Adra "bajo una ocupación militar rodeada de asentamientos violentos".  El Comité para la Protección de los Periodistas (CPJ) instó a las autoridades a proteger a Abraham y a su familia.  En una entrevista en la televisión israelí, Abraham dijo que le resultó muy difícil que su madre pagara un precio por su discurso cuando una turba llegó a su casa a buscarlo, lo que la obligó a irse, y agregó que aceptaba las críticas de quienes lo regañaron por no mencionar a los rehenes israelíes retenidos en Gaza en su discurso, diciendo "en retrospectiva, habría mencionado a los rehenes", señalando que el discurso fue breve e imprevisto, ya que no esperaban ganar, y que pedir un alto el fuego también benefició a los rehenes. 